# غواتيمالا (مدينة)

درع المدينة

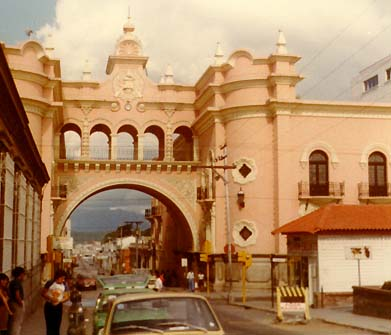
مدينة غواتيمالا في عام 1979

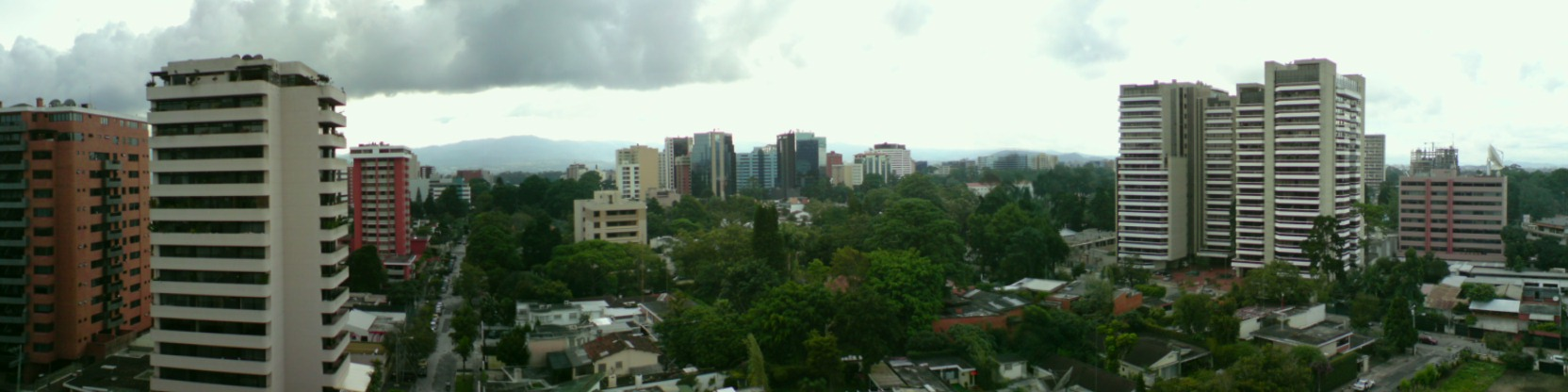
منظر للمدينة

مدينة غواتيمالا (بالإسبانية: Ciudad de Guatemala)‏، تعرف محلياً بغواتيمالا أو غواتي، هي عاصمة جمهورية غواتيمالا، وأكبر مدنها. وهي أيضاً أكبر مدن أمريكا الوسطى. تقدير عدد السكان يشير إلى 2541881 
هذه الصورة لغواتيما
ملف:Guatemala City Metropolitan Area Satélite view.jpg
```
نسمة. تقع المدينة في وادٍ جبلي جنوب جمهورية غواتيمالا.
```

في عام 1520، وصل الفاتح بيدرو دي ألفارادو إلى القارة الأمريكية وقد أرسل من المكسيك من قبل هيرنان كورتيس لفتح غواتيمالا. بعد المعارك الدامية مع السكان الأصليين نجح في ذلك، وفي عام 1524 تأسست العاصمة الأولى لغواتيمالا، واسمها «سانتياغو دي غواتيمالا». الاسم «غواتيمالا» يعني «أرض الأشجار» باللغة الناهواتلية، التي كان يستخدمها الهنود الحمر المكسيكيون الذين رافقوا دي ألفارادو، ويشير الاسم إلى الغابات التي كانت في كل مكان في تلك الأرض.

## المناخ
يظهر الجدول التالي التغييرات المناخية على مدار السنة لغواتيمالا:
| البيانات المناخية لـغواتيمالا                                                      | البيانات المناخية لـغواتيمالا | البيانات المناخية لـغواتيمالا | البيانات المناخية لـغواتيمالا | البيانات المناخية لـغواتيمالا | البيانات المناخية لـغواتيمالا | البيانات المناخية لـغواتيمالا | البيانات المناخية لـغواتيمالا | البيانات المناخية لـغواتيمالا | البيانات المناخية لـغواتيمالا | البيانات المناخية لـغواتيمالا | البيانات المناخية لـغواتيمالا | البيانات المناخية لـغواتيمالا | البيانات المناخية لـغواتيمالا |
| الشهر                                                                              | يناير                         | فبراير                        | مارس                          | أبريل                         | مايو                          | يونيو                         | يوليو                         | أغسطس                         | سبتمبر                        | أكتوبر                        | نوفمبر                        | ديسمبر                        | المعدل السنوي                 |
| ---------------------------------------------------------------------------------- | ----------------------------- | ----------------------------- | ----------------------------- | ----------------------------- | ----------------------------- | ----------------------------- | ----------------------------- | ----------------------------- | ----------------------------- | ----------------------------- | ----------------------------- | ----------------------------- | ----------------------------- |
| الدرجة القصوى °م (°ف)                                                              | 30.0 (86.0)                   | 32.1 (89.8)                   | 32.0 (89.6)                   | 33.9 (93.0)                   | 33.9 (93.0)                   | 31.2 (88.2)                   | 29.1 (84.4)                   | 30.2 (86.4)                   | 29.8 (85.6)                   | 28.6 (83.5)                   | 29.9 (85.8)                   | 28.8 (83.8)                   | 33.9 (93.0)                   |
| متوسط درجة الحرارة الكبرى °م (°ف)                                                  | 24.3 (75.7)                   | 25.8 (78.4)                   | 26.8 (80.2)                   | 27.8 (82.0)                   | 27.1 (80.8)                   | 25.8 (78.4)                   | 25.4 (77.7)                   | 25.5 (77.9)                   | 25.1 (77.2)                   | 24.7 (76.5)                   | 24.2 (75.6)                   | 23.9 (75.0)                   | 25.5 (77.9)                   |
| المتوسط اليومي °م (°ف)                                                             | 18.7 (65.7)                   | 19.7 (67.5)                   | 20.7 (69.3)                   | 21.9 (71.4)                   | 21.9 (71.4)                   | 21.3 (70.3)                   | 20.8 (69.4)                   | 21.0 (69.8)                   | 20.7 (69.3)                   | 20.3 (68.5)                   | 19.4 (66.9)                   | 18.8 (65.8)                   | 20.4 (68.7)                   |
| متوسط درجة الحرارة الصغرى °م (°ف)                                                  | 13.2 (55.8)                   | 13.6 (56.5)                   | 14.6 (58.3)                   | 16.0 (60.8)                   | 16.8 (62.2)                   | 16.8 (62.2)                   | 16.3 (61.3)                   | 16.5 (61.7)                   | 16.4 (61.5)                   | 16.0 (60.8)                   | 14.7 (58.5)                   | 13.7 (56.7)                   | 15.4 (59.7)                   |
| أدنى درجة حرارة °م (°ف)                                                            | 6.0 (42.8)                    | 7.8 (46.0)                    | 8.4 (47.1)                    | 8.6 (47.5)                    | 12.3 (54.1)                   | 11.2 (52.2)                   | 12.1 (53.8)                   | 13.5 (56.3)                   | 13.0 (55.4)                   | 11.4 (52.5)                   | 9.4 (48.9)                    | 7.6 (45.7)                    | 6.0 (42.8)                    |
| معدل هطول الأمطار مم (إنش)                                                         | 2.8 (0.11)                    | 5.4 (0.21)                    | 6.0 (0.24)                    | 31.0 (1.22)                   | 128.9 (5.07)                  | 271.8 (10.70)                 | 202.6 (7.98)                  | 202.7 (7.98)                  | 236.6 (9.31)                  | 131.6 (5.18)                  | 48.8 (1.92)                   | 6.6 (0.26)                    | 1٬274٫8 (50.18)               |
| متوسط الأيام الممطرة                                                               | 1.68                          | 1.45                          | 2.00                          | 4.73                          | 12.36                         | 21.14                         | 18.59                         | 19.04                         | 20.82                         | 14.59                         | 6.18                          | 2.64                          | 125.22                        |
| متوسط الرطوبة النسبية (%)                                                          | 74.3                          | 73.4                          | 73.2                          | 74.3                          | 77.3                          | 82.4                          | 80.8                          | 80.9                          | 84.5                          | 82.0                          | 79.2                          | 76.0                          | 77.8                          |
| ساعات سطوع الشمس الشهرية                                                           | 248.4                         | 236.2                         | 245.6                         | 237.9                         | 184.4                         | 155.3                         | 183.4                         | 191.8                         | 159.0                         | 178.0                         | 211.7                         | 209.2                         | 2٬440٫9                       |
| المصدر: Instituto Nacional de Sismologia, Vulcanologia, Meteorologia, e Hidrologia |                               |                               |                               |                               |                               |                               |                               |                               |                               |                               |                               |                               |                               |

## توأمة
لغواتيمالا (مدينة) اتفاقيات توأمة مع كل من:
- تايبيه (1998 -)
- سان خوسيه
- تيغوسيغالبا
- خولياكا
- مدينة مكسيكو (1998 -)
- مدريد
- سانتا كروث دي تينيريفه
- سانتو دومينغو
- كفار سابا

## معرض صور

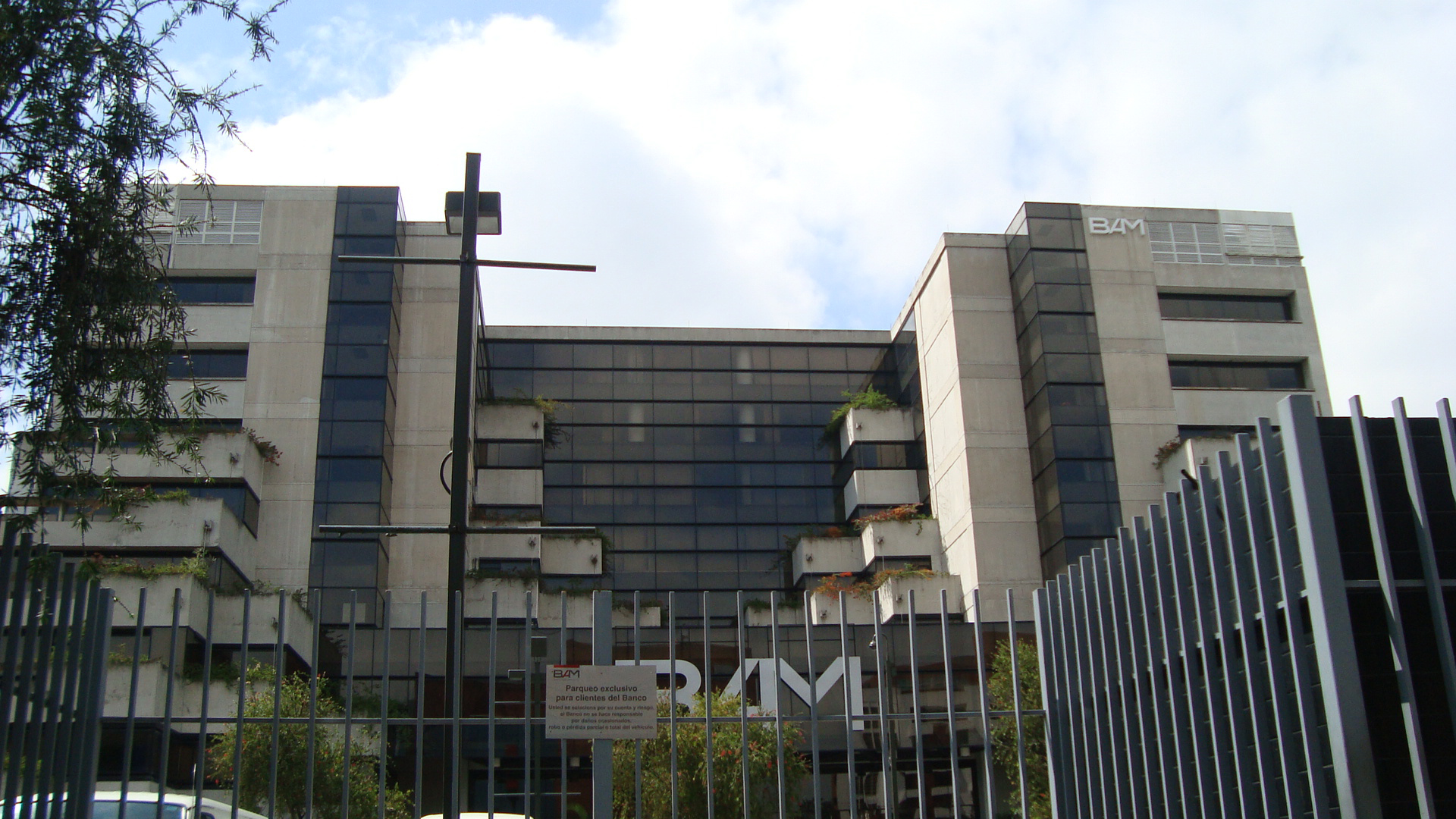

## أعلام
- كارلوس كاستيلو أرماس
- إفراين ريوس مونت
- أوسكار إسحاق
- رافائيل كاريرا
- أوسكار أومبرتو ميخيا فيكتوريس
- ميغل أنخل أستورياس
- ألفارو أرزو
- ألفارو كولوم
- أوتو بيريز مولينا
- جيمي موراليس